# البهائية في البرتغال
بدأ حضور الدين البهائي في البرتغال بعد أول إشارة إلى البلاد في الأدب البهائي، حين ذكرها عبد البهاء كأحد الأماكن المقترحة لنشر الدين في عام 1916. وصل أول زائر بهائي إلى البرتغال في عام 1926. وأُسِّست أول جمعية روحية محلية للبهائيين في لشبونة عام 1946. ثم شهد عام 1962 انتخاب أول جمعية روحية وطنية للبهائيين البرتغاليين. وبحلول عام 1963، بلغ عدد الجمعيات الروحية تسع جمعيات. وتشير الإحصائيات الحديثة إلى أن عدد أتباع الديانة البهائية في البرتغال بلغ نحو 2000 شخص في عام 2005، وذلك وفقًا لرابطة أرشيفات بيانات الأديان، استنادًا إلىالموسوعة المسيحية العالمية.

## المرحلة المبكرة

### ألواح عبد البهاء للخطة الإلهية
في تاريخ الديانة البهائية، بدأت الإشارات الأولى إلى البرتغال في القرن العشرين. كتب عبد البهاء، ابن مؤسس الدين، سلسلة من الرسائل، أو الألواح، إلى أتباع الدين في الولايات المتحدة في عامي 1916 و1917؛ وقد جُمعت هذه الرسائل معًا في كتاب بعنوان ألواح الخطة الإلهية. كانت الألواح السابعة هي الأولى التي تذكر عدة بلدان في أوروبا بما في ذلك البلدان التي زارها عبد البهاء في عامي 1911 و1912. كُتبت في 11 أبريل 1916، وتأخر عرضها في الولايات المتحدة حتى عام 1919 — بعد نهاية الحرب العالمية الأولى والإنفلونزا الإسبانية. تُرجمت اللوح السابع وتقديمه من قبل ميرزا أحمد سهراب في 4 أبريل 1919، ونشر في مجلة نجم الغرب في 12 ديسمبر 1919.
في جميع دول العالم، يستحوذ التوق إلى السلام العالمي على وعي البشر. ... ويتحقق الآن حالة من التقبل رائعة. ... لذا، يا مؤمني الله! ابذلوا جهدكم، وبعد هذه الحرب، انشروا خلاصة التعاليم الإلهية في الجزر البريطانية، وفرنسا، وألمانيا، والنمسا والمجر، وروسيا، وإيطاليا، وإسبانيا، وبلجيكا، وسويسرا، والنرويج، والسويد، والدنمارك، وهولندا، والبرتغال، ورومانيا، وصربيا، والجبل الأسود، وبلغاريا، واليونان، وأندورا، وليختنشتاين، ولوكسمبورغ، وموناكو، وسان مارينو، وجزر البليار، وكورسيكا، وسردينيا، وصقلية، وكريت، ومالطا، وأيسلندا، وجزر فارو، وجزر شيتلاند، وجزر هيبريدس، وجزر أوركني.

### الاتصال الأول
كانت مارثا روت من أوائل المسافرين الدينيين لزيارة البرتغال في الفترة ما بين عامي 1923 و1933. ومن المعروف أن صحيفتي دياريو دي نوتيسياس ودياريو دي لشبونة أجرتا مقابلات مع اثنين من البهائيين وألقيا محاضرات أخرى حول الدين في عام 1926.
في عام 1946، شكلت الجمعية الروحية الوطنية البهائية في الولايات المتحدة لجنة التعليم البهائية الأوروبية لتدريس الدين في أوروبا. وقد أشرف هذا المسعى على وصول عدد من رواد البهائية. أُنتخب أول جمعية روحية محلية بهائية في عام 1946 في لشبونة. كانت شارلوت ستيرات رائدة انتقلت إلى لشبونة بحلول نوفمبر 1948.

## نمو
في سبتمبر 1951، انعقد المؤتمر الأيبيري الأول مع تسعة من البهائيين الأصليين وغيرهم من الرواد الذين حضروا المؤتمر الأوروبي الرابع للتعليم - وتضمنت التوصيات الصادرة عن المشاورة تبادل المعلومات المحدثة والمزيد من التنسيق بين المجتمعات، وإرسال المساهمات للعمل النهائي على مرقد الباب.
في عام 1953، خطط شوقي أفندي، رئيس الدين بعد وفاة عبد البهاء، لخطة تعليمية دولية أطلق عليها اسم الحملة العشرية. خلال الخطة انتقل الرواد من مستعمرات البرتغال بما في ذلك أنجولا وتيمور الشرقية منذ عام 1954.
في عام 1957، شكلت البرتغال وإسبانيا جمعية روحية وطنية إقليمية. شهد مؤتمر عام 1957 تشارلز وولكوت بصفته ممثلاً لشوقي أفندي. في عام 1962، شكل كل منهما جمعيته الروحية الوطنية المستقلة. في عام 1963 حُدد عدد المندوبين إلى المؤتمر الوطني بـ 19. في عام 1963، كان أعضاء الجمعيات الوطنية في العالم هم المندوبون لانتخاب بيت العدل الأعظم لأول مرة - وكان أعضاء جمعية البرتغال الذين شاركوا هم أنجيلو دا سيلفا كارنيرو، والسيد منصور مسرور، وسارة تيفون رامونيت، وهيلدا كزافييه رودريغيز، وكارلوس سالوماو، وكارل شيرير، وجولياو سيرانو، وسيلستينو م. سيلفا، وريتشارد والترز.
في عام 1963 نُظم مجتمع البهائيين في جمعيات ومجموعات تتراوح بين 1 و9 وبهائيين معزولين على النحو التالي:
| الجمعيات                        | ألمادا | إسبينيو           | فارو              | لشبونة         | أويراس / أمادورا | بورتيماو | بورتو | سينترا | ترافاريا |
| مجموعات من 1 إلى 9 أشخاص بالغين | باريرو | كاسكايس           | شارنيكا           |                |                  |          |       |        |          |
| البهائيون المعزولون             | بيجا   | كوستا دا كاباريكا | مونتي دا كاباريكا | سيكسال / أمورا |                  |          |       |        |          |

وعلى الرغم من هذا النمو، عارضت حكومة البرتغال بنشاط تطور الدين حتى حُرر بعد ثورة القرنفل عام 1974 وكتابة الدستور البرتغالي عام 1976.
في عام 1987، كان لدى المجتمع البرتغالي 25 جمعية روحية محلية - وهو عدد أكبر من نصيب الفرد من إسبانيا المجاورة.
المدارس البهائية البرتغالية الصيفية هي سلسلة من الفعاليات السنوية التي تقام في البرتغال، كجزء من مفهوم "المدرسة الصيفية" للمدرسة البهائية. نشأت المدارس البهائية البرتغالية الصيفية بشكل متواضع في الستينيات، وقد شهدت نموًا في الشعبية والنطاق منذ ذلك الحين. في عام 2009، استضاف الحدث أكثر من 200 مشارك من جميع القارات الخمس، وكان من بين المتحدثين الرئيسيين علي نخجواني وفيوليت نخجواني، بالإضافة إلى جلينفورد ميتشل.

## المجتمع الحديث
كانت هناك تغطية إخبارية لتطور حدائق البهائيين المتدرجة في حيفا. تشير الإحصاءات الأخيرة إلى وجود ما يقرب من 1995 عضوًا من الديانة البهائية في عام 2005 وفقًا لرابطة أرشيفات بيانات الأديان (بالاعتماد على الموسوعة المسيحية العالمية). في عام 2007 ساهم البهائيون في البرتغال في مناقشة دينية حول المجتمع تحت عنوان "الدين البهائي والفرص المتساوية".

## روابط خارجية
- الموقع الرسمي للمجمع الروحاني الوطني للبهائيين في البرتغال الجماعة البهائية في البرتغال
  - جورنال ديجيتال البهائية دا ماديرا